# 哈爾托尼夫齊
48°45′48″N 25°44′58″E / 48.76333°N 25.74944°E
哈爾托尼夫齊（烏克蘭語：Хартонівці），是烏克蘭的村落，位於該國西部捷爾諾波爾州，由喬爾特基夫區負責管轄，始建於1493年，面積1.65平方公里，2001年人口248，人口密度每平方公里150.3人。